# Lophodermium salisburgense
Lophodermium salisburgense är en svampart som beskrevs av Petr. 1963. Lophodermium salisburgense ingår i släktet Lophodermium och familjen Rhytismataceae.   Inga underarter finns listade i Catalogue of Life.